# Булижник

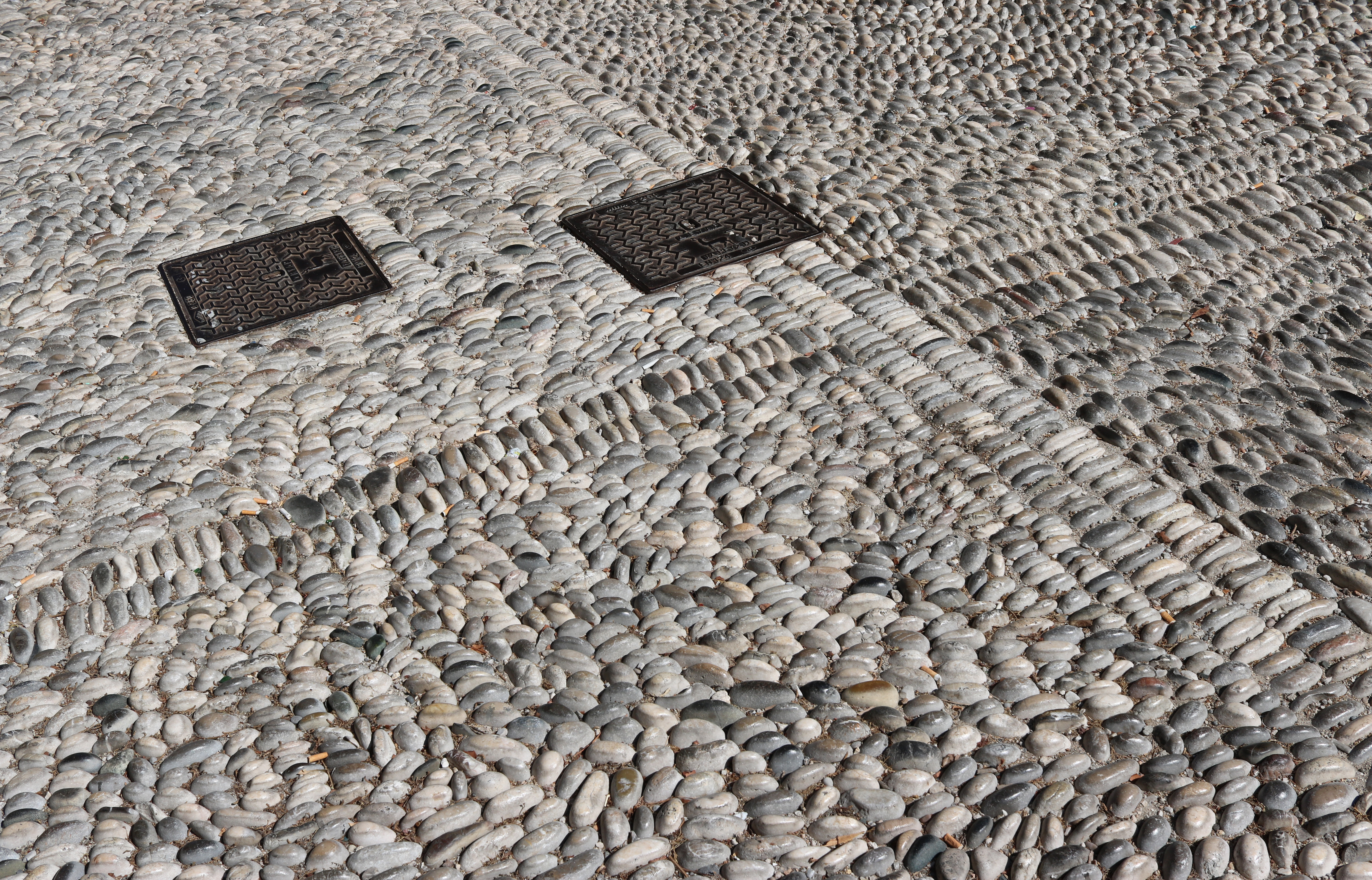
Бруківка на Родосі, Греція.

Були́жник, дикий камінь (від рос. булыжник, утвореного від булыга, що сходить до прасл. *bula), кругля́к, дика́р — середньої величини круглий камінь твердої породи (різновид бутового каменю діаметром близько 300 мм). Використовується як будівельний матеріал (головним чином для брукування вулиць), виробництва щебеню.
У Словнику Брокгауза і Єфрона найбільші обкатані камені називаються заносними каменями (приклад — брила під пам'ятником Петру І на Сенатській площі в Петербурзі), середні — валунами, менші — власне булижником, і нарешті найменші — голишами.
Булижник може піддаватися обробці (тесаний камінь), у цьому разі його використовують для облицювання елементів будівель. Необроблений булижник колись використовувався для фундаментів, брукування вулиць. Великим вважається булижник розміром понад 25 см, середнім — понад 10 см, і дрібним — менш ніж 10 см. Для будівельних робіт використовували великий булижник, для бруків — середній і дрібний. Більшість дрібного булижнику використовувалася для виробництва щебеню.